# AMZ Tur V

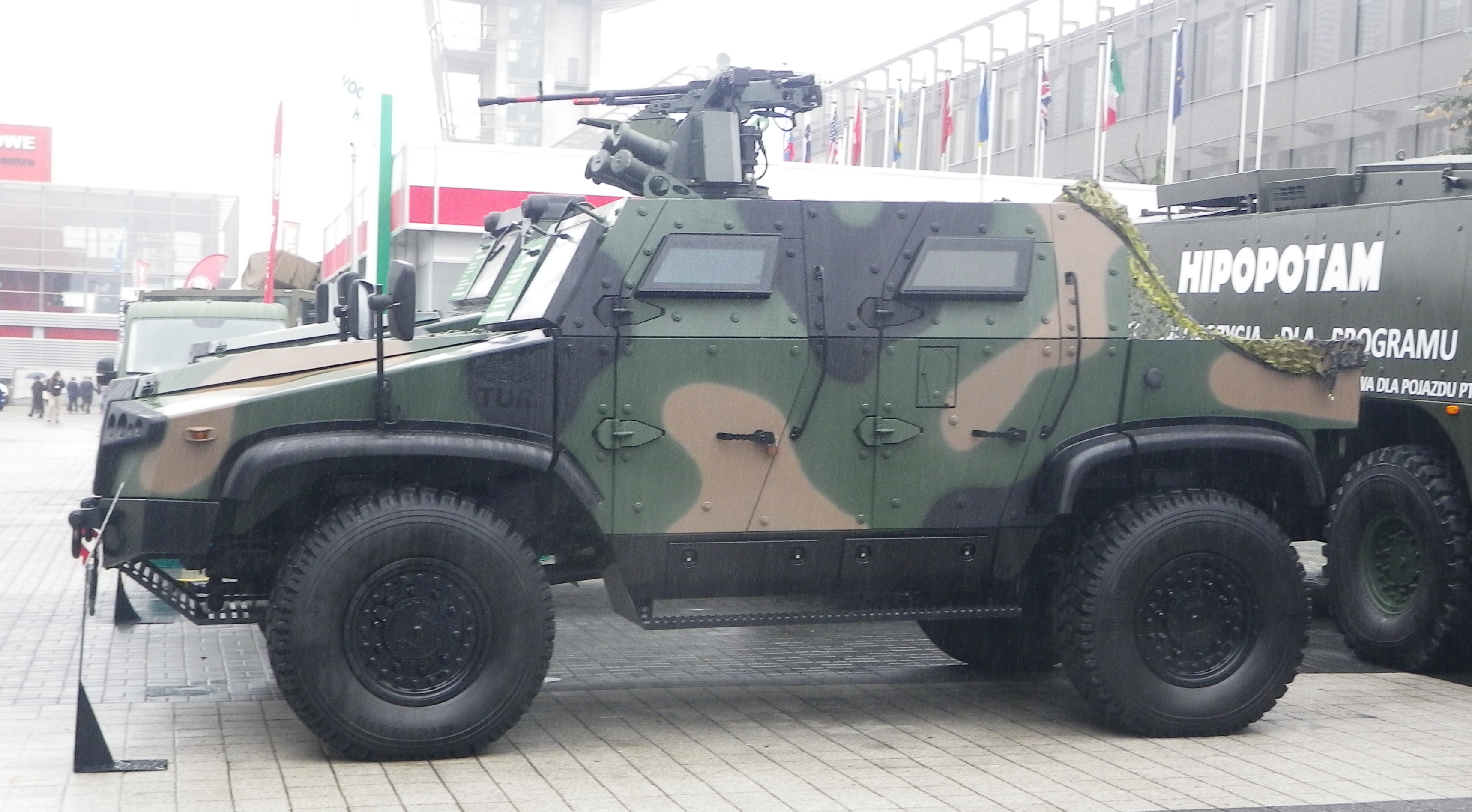
AMZ Tur V widok od boku

AMZ Tur V – polski pojazd opancerzony produkowany przez spółkę AMZ-Kutno o napędzie 4×4. Opracowany jako propozycja w ramach programu Pegaz. Pozostał na etapie prototypu.

## Historia
Prace nad skonstruowaniem nowego wozu w układzie napędowym 4×4 firma AMZ-Kutno rozpoczęła w 2014 roku, zaś w sierpniu 2015 roku wybudowano prototyp. Pojazd po raz pierwszy zaprezentowano na targach zbrojeniowych Międzynarodowego Salonu Przemysłu Obronnego w Kielcach w 2015 roku. Pojazd oferowany był Siłom Zbrojnym RP w ramach programu Pegaz, mającego wyłonić nowy transporter opancerzony dla Wojsk Specjalnych. Podczas prac projektowych spółka wykorzystała doświadczenia nabyte przy konstruowaniu poprzednich wersji pojazdu Tur, wozu AMZ Żubr oraz Dzik.
Początkowo Wojsko Polskie zamierzało kupić 500 pojazdów takiej klasy, w tym 200 dla Wojsk Specjalnych. Tur V uczestniczył w przetargu na zamówienie 15 samochodów w ramach programu Pegaz w 2019 roku, lecz w lipcu 2021, po przedstawieniu ofert, postępowanie zostało unieważnione z uwagi na zmianę koncepcji zamawiającego. 

## Konstrukcja
AMZ Tur V to kołowy, opancerzony pojazd patrolowy o układzie napędowym 4×4. Jego masa własna wynosi 9000 kg, zaś dopuszczalna masa całkowita to 11 ton. Napęd stanowi turbodoładowany silnik MTU 6R 106 TD 21 o mocy 325 KM (240 kW) i pojemności 7,2 litra. Silnik sprzężony jest z sześciobiegową przekładnią Allison 3000SP. Tur V zbudowano na podwoziu, które zostało opracowane specjalnie na potrzeby pojazdu w zakładach AMZ-Kutno. Zawieszenie Tura jest niezależne dla wszystkich czterech kół i powstało przy współpracy z firmą Timoney. Opcjonalnie pojazd może być wyposażony w zawieszenie hydropneumatyczne.
Centralnie umieszczona kabina pełni rolę opancerzonej cytadeli, zaś przedział silnikowy i tylny przedział transportowy nie są opancerzone, lecz obudowane osłonami z lekkich laminatów. Zastosowanie tego rozwiązania pozwala obniżyć masę pojazdu oraz ułatwić zabudowę dodatkowego wyposażenia specjalistycznego. Kabina została wykonana ze stali pancernej. Opancerzona cytadela mieści do 5 żołnierzy. Do dyspozycji mają specjalne fotele minimalizujące skutki eksplozji z pięciopunktowymi pasami bezpieczeństwa. Dostęp do pojazdu zapewniony jest przez cztery drzwi boczne, zaś w dachu ulokowano właz ewakuacyjny. W miejsce dachowego włazu istnieje możliwość montażu obrotnicy z uzbrojeniem lub bezzałogowego stanowiska strzeleckiego. Uzbrojenie może stanowić może wielkokalibrowy karabin maszynowy kal. 12,7 mm, karabin maszynowy kal. 7,62 mm lub granatnik automatyczny kal. 40 mm.
Ochrona balistyczna pojazdu przed ostrzałem jest standardowo na poziomie 2 zgodnie z normą STANAG 4569, zaś za pomocą dodatkowych kompozytowych paneli opancerzenia można zwiększyć ochronę do poziomu 3. Ochrona przeciwminowa to poziom 3a. Podłoga kabiny załogi oraz przedziału napędowego ma deflektor w kształcie litery „V”, co w wypadku eksplozji ładunku wybuchowego pod pojazdem, np. w formie IED, rozprasza energię wybuchu. Zbiorniki paliwa odporne są na ostrzał z broni kal. 7,62 mm oraz dodatkowo są one samouszczelniające.
Kabina załogi jest klimatyzowana. Koła wyposażone są w automatyczny system pompowania opon i wkładki typu „run-flat”, umożliwiające poruszanie się z przebitymi czy przestrzelonymi oponami z prędkością do 50 km/h na maksymalnym dystansie do 50 km. Tur V wyposażono dodatkowo we wciągarkę o uciągu 70 kN oraz przewidziano możliwość montażu wyrzutni granatów dymnych. Wóz przystosowano do transportu drogą lotniczą, kolejową oraz drogową.